# Herz-Mariä-Kirche (Colonnowska)

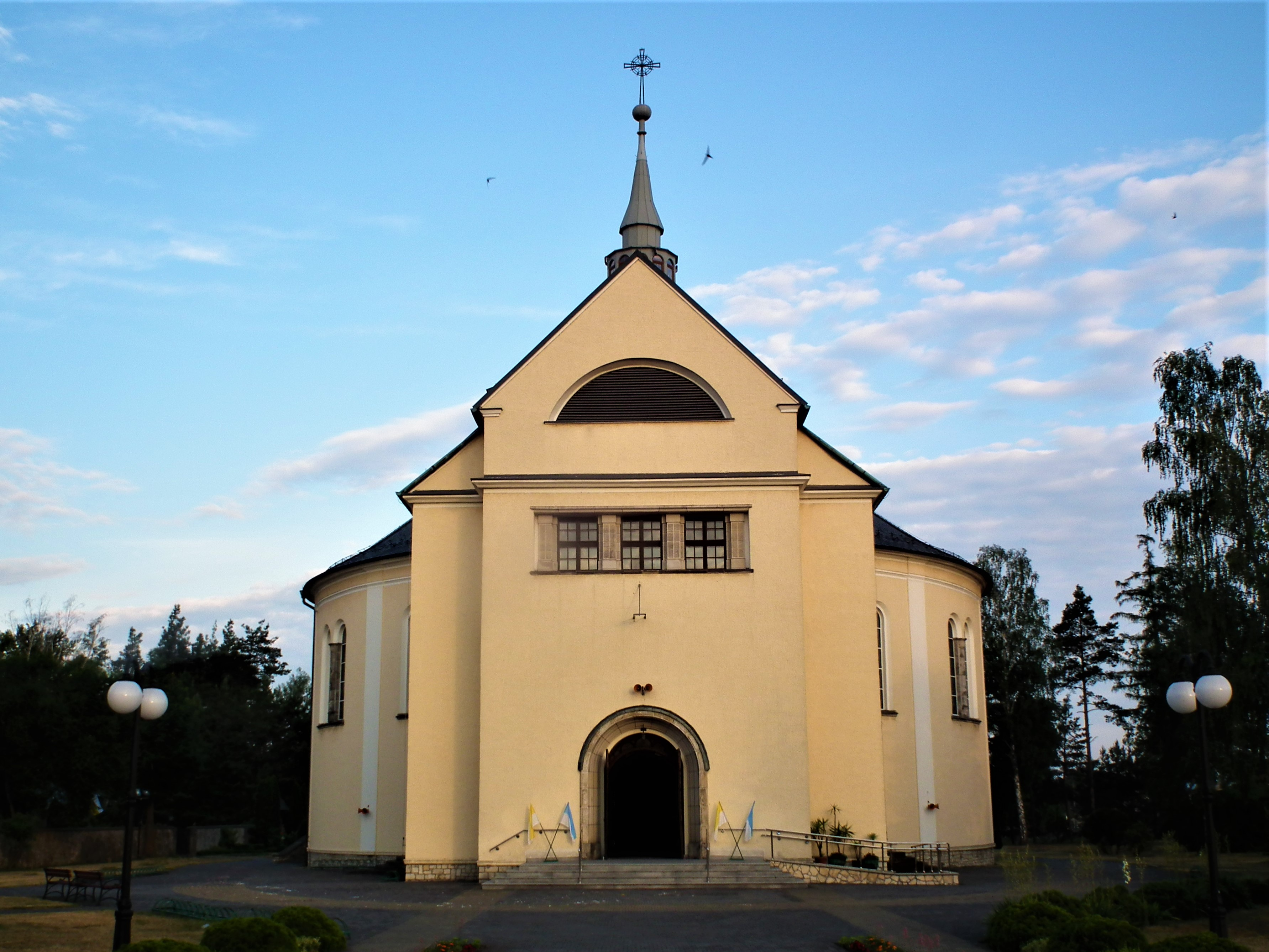
Vorderansicht

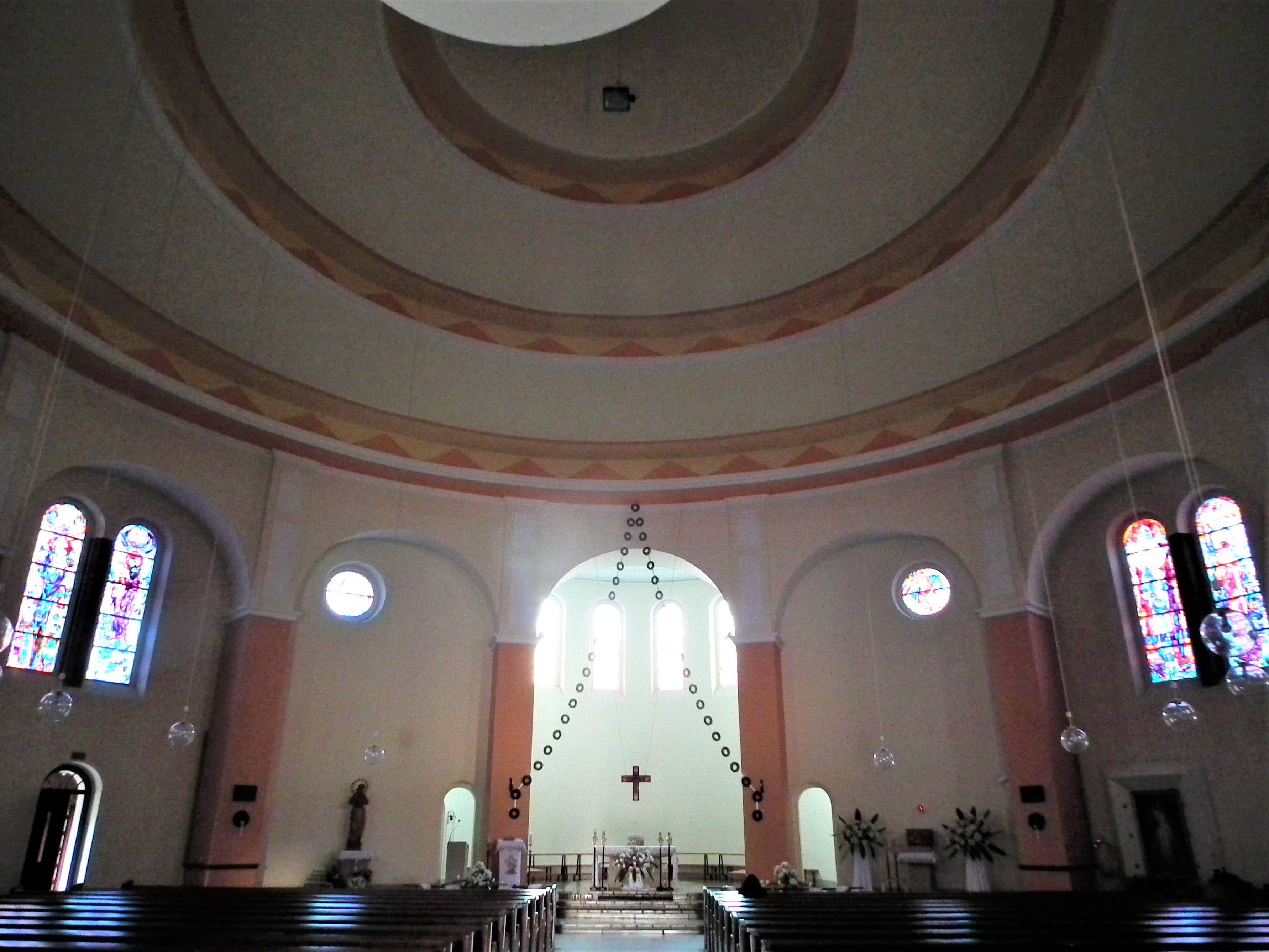
Innenansicht

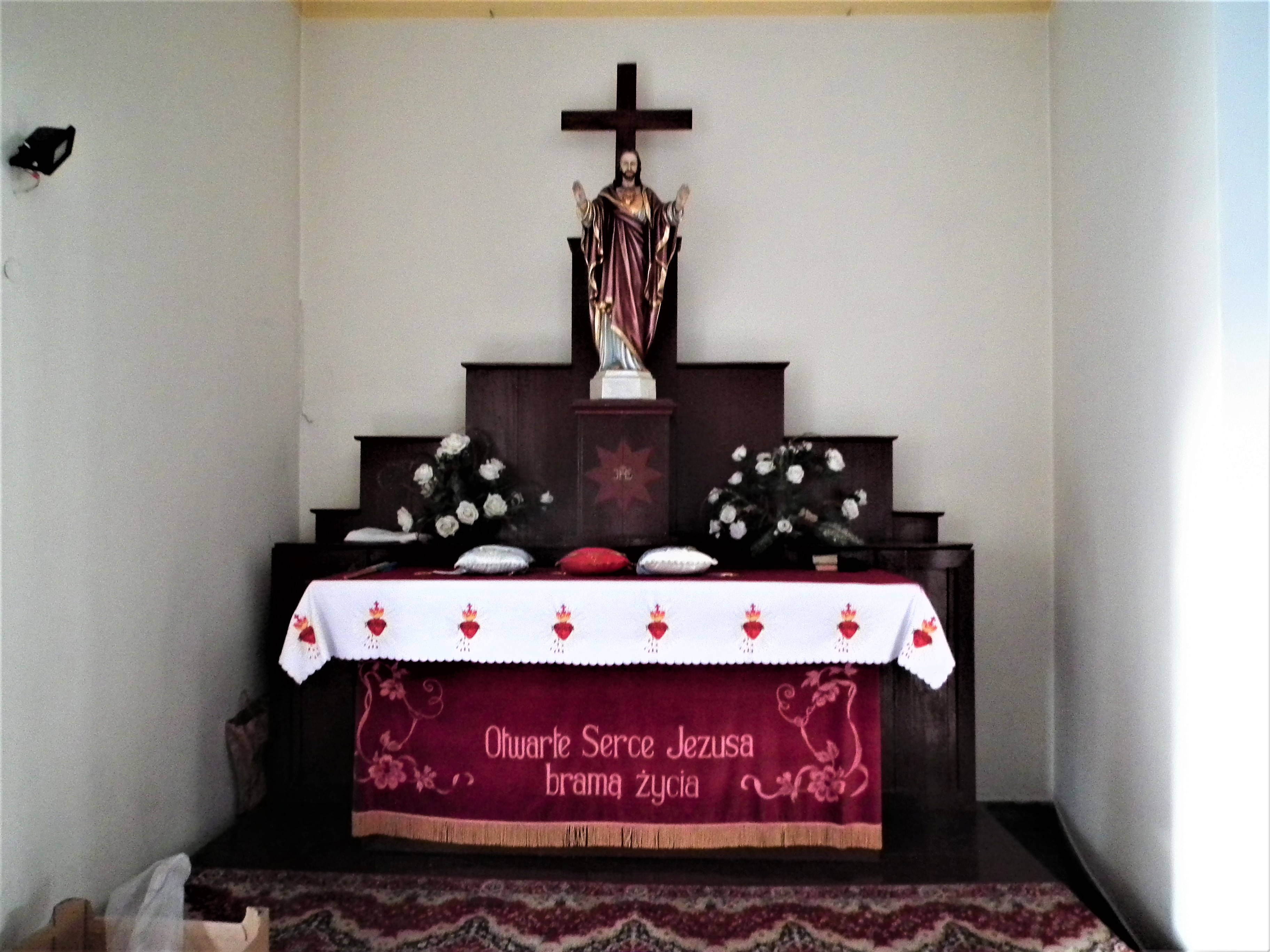
Seitenaltar

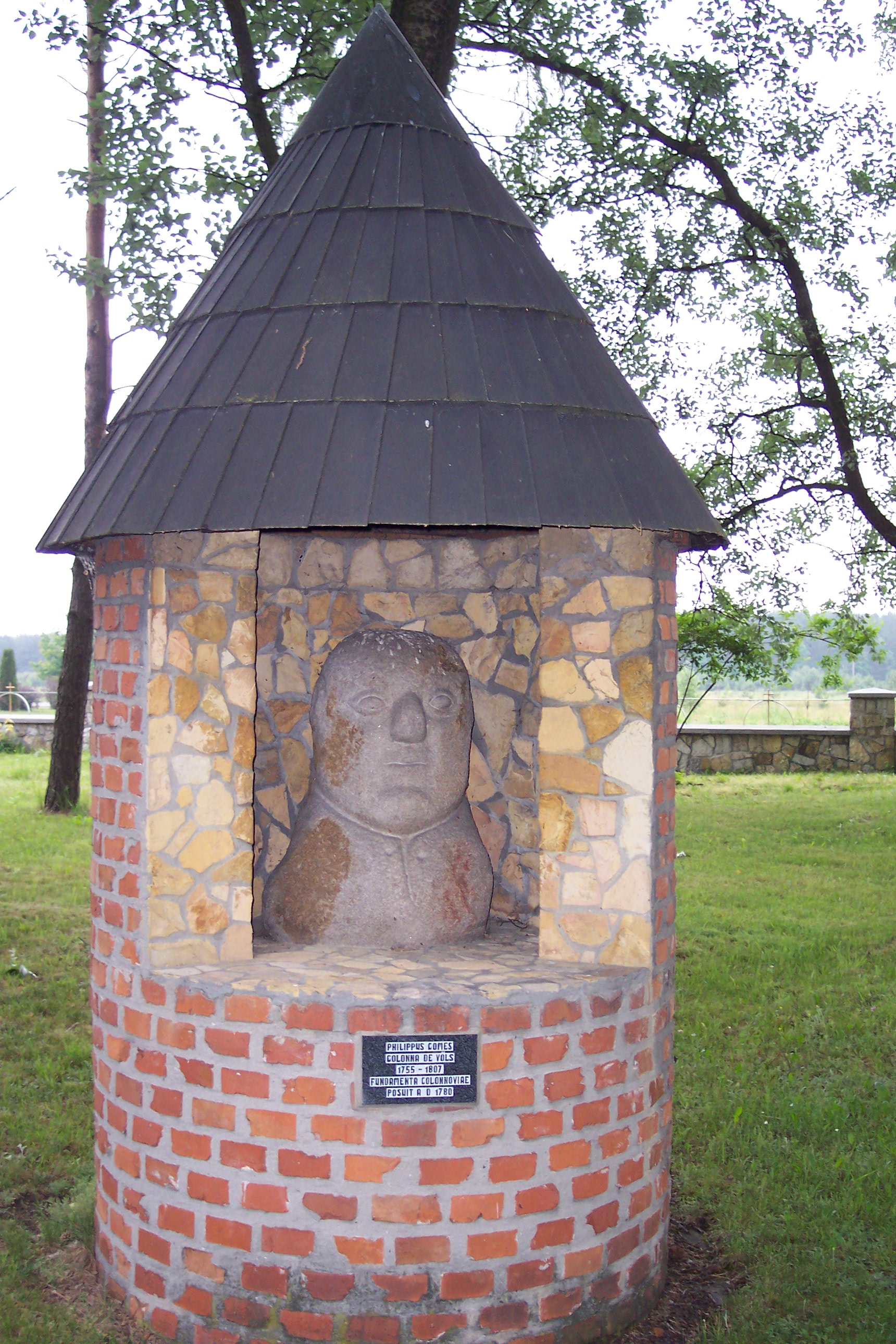
Denkmal für Philipp Graf Colonna

Die Herz-Mariä-Kirche im oberschlesischen Colonnowska ist eine römisch-katholische Pfarrkirche. Die Kirche im modernen Stil stammt aus der Mitte des 20. Jahrhunderts und ist dem Unbefleckten Herz Mariä geweiht. Die Herz-Mariä-Kirche gehört der Herz-Mariä-Pfarrgemeinde in Colonnowska im Dekanat Zawadzkie (Zawadzki) des Bistums Opole (Oppeln) an. Sie befindet sich an der Ulica Leśna 13.

## Geschichte
Zunächst befand sich im Ort eine Notkirche aus Holz, die 1933 erbaut wurde. Die dafür verwendete Baracke stammte aus Rosenberg O.S. Am 1. November 1933 wurde sie eingeweiht. Davor waren die Katholiken in Colonnowska von den Pfarrgemeinden aus Sczedrzik, Krascheow und zuletzt durch Groß Stanisch betreut worden. Auch die Notkirche wurde durch die Pfarrer aus Groß Stanisch betreut. Am 13. Januar 1942 wurde eine selbständige Pfarrgemeinde in Colonnowska (damals Grafenweiler) gegründet.
Eine Baugenehmigung für einen Kirchenbau aus Stein erhielt man nach dem Zweiten Weltkrieg, am 19. Februar 1948. Förderer und Leiter des Baus war Pfarrer Henryk Czerwionka. Der Bau wurde 1949 begonnen und 1954 vollendet. Am 3. Juli 1949 wurde feierlich der Grundstein gelegt. Am 30. Mai 1954 wurde die Kirche eingeweiht. Zeitgleich wurde ein Pfarrhaus errichtet und ein neuer Friedhof für die Gemeinde angelegt. Anschließend wurden Räume für die Katechese und ein Kloster erbaut. Am 28. Oktober 1979 wurde die Kirche durch den Bischof W. Wyciska geweiht.

## Architektur
Bei der Herz-Mariä-Kirche handelt es sich um ein aus Ziegeln erbautes modernes Bauwerk mit verputzter Fassade. Die Architektur lehnt sich an den Stil romanischer und barocker Bauwerke an. Ungewöhnlich ist ihre Bauform als Zentralbau und einem Grundriss als Rotunde mit einer Kuppel. Hauptaltar und Eingang befinden sich in zwei Flügeln außerhalb der Rotunde. Sie besitzt einen kleinen Kirchturm als Dachreiter mit einem Kreuz auf der Spitze. Ein weiterer kleinerer Dachreiter befindet sich über dem Chor.
Über dem schlichten Hauptaltar aus Stein hängt ein an der Decke befestigtes Holzkreuz. Ein Seitenaltar aus Holz in einer Nische besitzt eine hölzerne Figur Jesu und ein Kreuz. Eine weitere Holzfigur stellt die heilige Maria dar. Gedenktafeln mit der Figur des gekreuzigten Jesus gedenken an die Opfer und Gefallenen des Zweiten Weltkriegs mit einer Aufzählung der Namen. Die Kirche besitzt wenige Bildnisse, an der Empore unterhalb der Orgel finden sich jedoch drei silbern bemalte Engelsfiguren. Ansonsten ist die Kirche im Innenraum schlicht bemalt und teilweise mit Ornamenten verziert. An den Wänden finden sich Pilaster.
Außerhalb der Kirche befindet sich eine alte steinerne Skulptur von Philipp Graf Colonna de Völs (1755–1807), dem Gründer von Colonnowska. Eins der Nebengebäude zeigt ein Wandbild, das Jesus mit 15 weiteren Personen vor einem Hügel darstellt.